# Пасош Индонезије
Пасош Индонезије је јавна путна исправа која се држављанину Индонезије издаје за путовање и боравак у иностранству, као и за повратак у земљу. 
За време боравка у иностранству, путна исправа служи њеном имаоцу за доказивање идентитета и као доказ о држављанству Индонезије. Пасош Индонезије се издаје за неограничен број путовања.

## Језици
Пасош је исписан индонезијским и енглеским језиком.

## Страница са идентификационим подацима
- Слика носиоца пасоша
- Тип („P“ за пасош)
- Код државе
- Серијски број пасоша
- Презиме и име носиоца пасоша
- Држављанство
- Датум рођења (ДД. ММ. ГГГГ)
- Пол (M за мушкарце или F за жене)
- Место рођења
- Датум издавања (ДД. ММ. ГГГГ)
- Потпис носиоца пасоша
- Датум истека (ДД. ММ. ГГГГ)
- Ауторитет